# 日満経済ブロック
日満経済ブロック（にちまんけいざいブロック）とは、1920年代末期の昭和金融恐慌および世界恐慌に対応して、日本およびその植民地である台湾・朝鮮、そして満洲を加えた経済ブロックを構築しようとする日本の政策構想およびそのブロック。後に支那（中国）を加えた日満支経済ブロック/日満華経済ブロック（にちまんしけいざいブロック/にちまんかけいざいブロック）として発展する。

## 概要
満洲事変以後、満洲を支配下においた日本は満州国を樹立するとともに、「鮮満一体化」を掲げて経済ブロック構築に着手した。だが、それでも鉄・石炭・綿花・塩などの日本経済が再生産を行う上で必要な戦略物資を十分に確保できなかった。そのため、蔣介石の中国国民政府の反撃を警戒して華北分離工作を推し進め、華北（支那北部）を加えた円を基軸通貨としたブロック経済の構築を目指す日満支経済ブロックに発展していく。盧溝橋事件以後は、日本の軍事力を背景として「支那」を示す意味合いが華中・華南などを加えた中国全土へと拡大されていくことになる。
このブロックでは、日本円を基軸として満洲中央銀行券や中国連合準備銀行券など日本円と等価にてリンクさせた円系通貨を通行させ、これによって中国国民政府の法幣や外貨を排除し、原料資源および投資・輸出市場の独占的支配確立を図った。さらに満洲における南満洲鉄道や満洲重工業開発に相当する日本の国策会社を中国本土にも設置しようとした。